# Cantonul Pont-Saint-Esprit
Cantonul Pont-Saint-Esprit este un canton din arondismentul Nîmes, departamentul Gard, regiunea Languedoc-Roussillon, Franța.

## Comune
- Aiguèze
- Carsan
- Cornillon
- Goudargues
- Issirac
- Laval-Saint-Roman
- Le Garn
- Montclus
- Pont-Saint-Esprit (reședință)
- Saint-Alexandre
- Saint-André-de-Roquepertuis
- Saint-Christol-de-Rodières
- Saint-Julien-de-Peyrolas
- Saint-Laurent-de-Carnols
- Saint-Paulet-de-Caisson
- Salazac